# Schőmer Ervin
Schőmer Ervin Henrik Márton (Budapest, 1908. szeptember 24. – Budapest, 1982. január 19.) kétszeres Ybl Miklós-díjas (1958, 1976) magyar építészmérnök.

## Életpályája
1932-ben diplomázott a budapesti Műegyetemen. 1934-ben Budapest szolgálatába állt. 1949-től a Fővárosi Tervező Vállalat műteremvezetője volt. 1951–1952 között a Lakóépülettervező Vállalat építészeként dolgozott. 1952–1969 között a Középülettervező Vállalat műteremvezetőjeként tevékenykedett.

### Munkássága
A Víziváros rendezése, a Kilátó út tervezése, több fővárosi bérház korszerűsítése fűződik hozzá. Oroszlány rendezésére, különféle hidak hídfőinek kialakítására kiírt pályázatokon szerepelt sikerrel. Elkészítette a Mecseki Tüdőszanatórium, elöljáróságok, körzeti rendelők és lakóházak terveit is. 1945 után a Duna-parti szállodasor tervpályázatát nyerte meg; irányelveket készített a tabáni szállodákra, kiadta a telepes parasztházak terveit.

## Családja
Szülei Schömer Ferenc (1858–1925) építész és Wilke (Wilcke) Ilona Rozália voltak. 1934. október 12-én, Budapesten házasságot kötött Balog Rózsa Anna Máriával (1913–1983).
Temetése a Farkasréti temetőben történt (21/4-1-118).

## Épületei
- a Zsombolya úti lakótelep
- a Béke úti nyolcemeletes lakóházak (1949, Cserba Dezsővel)
- a Róna utcai lakótelep (1955)
- az Albertfalvi 8 tantermes iskola
- az Újvidék téri 16 tantermes iskola
- a Tápiósági 8 tantermes iskola
- a Csongrád megyei Tanács és Pártház Szegeden
- 300 ágyas kórházak Zalaegerszegen, Gödöllőn, Tatabányán, Pécsen, Nyíregyházán, Edelényben, Szekszárdon, Kalocsán
- 150 ágyas kórházak Győrben és Hevesen

## Díjai, elismerései
- Ybl Miklós-díj (1958, 1976)[10]